# 華月
華月（Kazuki，1981年4月7日—2000年10月31日），本名渡邊和樹（Watanabe Kazuki），出生於日本東京都，是日本樂團Raphael中的團長，擔任吉他手。他的吉他技術亦非常了得，他會不斷學習，磨練吉他技術。
在做美術，封面設計與形象設計等相關工作時會另用化名華姬（Hanahime）。此外，華月想做女孩子，在穿女裝時會稱呼自己為「華壽美」（Kasumi），六弦舞姬。2000年10月31日，華月因壓力過大而服用過量鎮定劑逝世。享年19歲。Raphael也在華月遺體被發現的當天過後五個月未發表任何活動。原訂的新世紀冬天巡迴在團長不在的情況下正常巡迴，後正式發表活動休止聲明稿。華月的才華令人震驚，在他過世後,他的公司亦發行了諸多紀念華月的專輯。
後原成員的YUKI(Vo.)HIRO(Dr.)分別以本名櫻井有紀、村田一弘組成新的樂團rice樂團於2012年12月25日後至今目前活動休止中。

## 簡歷
1. 1981年4月7日 - 出生於東京都渋谷区
2. 1992年 - 由於崇拜X JAPAN的hide，生日時買了第一把吉他
3. 1994年 - 進入私立中學就讀
4. 1995年 - 從相識的朋友那認識了yukito、結成THE BLUE HEARTS的cover band
5. 1996年 - 到了YUKITO中學校慶參訪、由那得知YUKITO想要組成樂團。
6. 1997年春 - Raphael結成。
7. 1997年春 - 私立高中入學。因為髮禁的理由所以退學轉往公立高中。(日本私立高中優於公立高中)
8. 1997年夏 - 和父親爭執所以離家出走。與當時同年的朋友同居。
9. 1997年秋 - 認識了音樂製作人-平井光一。
10. 1997年冬 - Raphael第一次演出。
11. 1998年春 - 高中退學。
12. 1999年夏 - Raphael出道主流
13. 2000年春 - Raphael武道館公演。並且當作畢業典禮一般舉行
14. 2000年10月31日 - 在自家發現遺體。死因是鎮定劑服用過量的中毒。